# 2011년 뭄바이 테러
2011년 뭄바이 테러는 2011년 7월 13일 인도 뭄바이에서 일어난 테러 사건이다. 26명이 숨지고 130명이 다쳤다.

## 같이 보기
- 2008년 뭄바이 테러